# Lâu đài Slovenská Ľupča
Lâu đài Slovenská Ľupča nằm trên ngọn đồi với độ cao 375m so với mực nước biển ở làng Slovenská upča, Slovakia.

## Lịch sử
Sau cuộc xâm lược cướp bóc của người Tatar năm 1241, chỉ có các pháo đài kiến trúc bằng đá chống lại quân xâm lược. Do đó vua Béla IV của Hungary đã quyết định xây dựng các công trình và lâu đài phòng thủ vào giữa thế kỷ 13. Lâu đài đã được đề cập lần đầu vào năm 1255 và trở thành trung tâm quan trọng trong thời gian đó. Trong thế kỷ 13, lâu đài là nơi ở thường xuyên của các vị vua trong các cuộc săn bắn ở các khu rừng xung quanh. Vào những năm 1258, 1263, 1265 và từ 1267 đến 1269, lâu đài trở thành nơi cư trú tạm thời của các vị vua Hungary. Các vị quân chủ từng sống trong lâu đài gồm Béla IV của Hungary, István V của Hungary, Ladislaus IV của Hungary, Andrew III của Hungary.
Vào thế kỷ 14, lâu đài là nơi ở của các vị vua Hungary. Charles I của Hungary còn được gọi là Károly Róbert người đã đến thăm lâu đài vào tháng 11 năm 1310 và 1340 đã xác nhận các đặc quyền của thành phố đối với Zvolenská Ľupča. Các chuyến thăm của người kế nhiệm Lajos I của Hungary thường xuyên hơn. Điều này được thể hiện trong các tài liệu được ban hành trong lâu đài Ľupča trong thời kỳ đó (1348, 1358, 1360 và 1361).
Vào tháng 6 năm 1443, một trận động đất mạnh đã xảy ra làm hư hại rất nhiều lâu đài. Trong thời kỳ hỗn loạn vào đầu thế kỷ 17 và 18, lâu đài thường thay đổi chủ sở hữu và liên tục bị cướp bóc. Lâu đài dần mất đi chức năng của một trung tâm hành chính, một thời gian lâu đài bị hỏa hoạn và sau đó những công việc sửa chữa cần thiết được thực hiện. Từ đầu thế kỷ 19, lâu đài được sử dụng làm trại trẻ mồ côi và sau đó là trường học. Ngày nay lâu đài được sử dụng như viện bảo tàng.